# Diálogo Inter-Congolês
O Diálogo Inter-Congolês foi um fórum aberto oficialmente em 15 de outubro de 2001 em Adis Abeba, Etiópia, durante a Segunda Guerra do Congo e que reuniu 80 delegados que representavam o governo congolês (Partido Popular pela Reconstrução e Democracia, PPRD), os rebeldes (Movimento de Libertação do Congo - MLC, Reagrupamento Congolês para a Democracia), a oposição política e a sociedade civil. Seu objetivo era regular os aspectos políticos do Acordo de Lusaka, dos quais o cessar-fogo não tinha sido respeitado desde julho de 1999. Interrompido em várias ocasiões, foi concluído com a ratificação do "Acordo Global e Inclusivo de Pretória" em 2002.